# Lac Fragasso
Pour les articles homonymes, voir Fragasso.
Le lac Fragasso est un plan d'eau douce à la tête d'une branche menant à la rivière Rocheuse via le lac Walsh et le lac des Alliés, coulant dans le parc national de la Jacques-Cartier. Ce lac est situé entièrement dans le territoire non organisé de Lac-Jacques-Cartier, dans la municipalité régionale de comté (MRC) La Côte-de-Beaupré, région administrative de la Capitale-Nationale, dans province de Québec, dans Canada.
Le bassin versant du lac Fragasso est principalement desservi du côté est par la route 175 qui relie les villes de Québec et Saguenay. Une route secondaire dessert la partie nord du lac pour les besoins de la foresterie et des activités récréotouristiques; tandis que la route forestière 12 passe au sud dans la zone entre le lac Fragasso et le lac Walsh.
La foresterie est la principale activité économique du secteur; les activités récréotouristiques, en second.
La surface du lac Fragasso est généralement gelée de début décembre à fin mars; la circulation sécuritaire sur la glace se fait généralement de fin décembre à début mars.

## Géographie
Le lac Fragasso comporte une longueur de 1,5 km, une largeur de 0,6 km et sa surface est à une altitude de 751 m. Ce lac encaissé entre les montagnes ressemble à une trace de pied imprimée dans le sable.
Le lac Sautauriski est situé à 0,4 km du côté nord-est du lac Fragasso; le lac Walsh est situé à 0,3 km du côté sud-ouest du lac; et le cours de la rivière Jacques-Cartier passe à 6,6 km du côté ouest du lac.
À partir de l'embouchure du lac Fragasso, le courant descend d'abord sur 0,3 km pour rejoindre le lac Walsh, puis successivement sur 0,44 km vers l'ouest en traversant le lac Walsh, sur 1,2 km vers l'ouest, puis bifurque le nord, où les eaux se déchargent au fond de la baie ouest du lac des Alliés. De là, le courant remonte sur 1,3 km vers le nord, pour rejoindre le courant venant de la décharge de la rivière Rocheuse (venant du nord). Puis, le courant de cette dernière traverse sur 2,7 km vers l'ouest le lac des Alliés jusqu'à son embouchure. De là, le courant suit successivement le cours de la rivière Rocheuse sur 3,8 km; sur 4,6 km vers le sud-ouest en suivant le cours de la rivière du Malin; puis sur km généralement vers le sud en empruntant le courant de la rivière Jacques-Cartier jusqu'à la rive nord-est du fleuve Saint-Laurent.

## Toponymie
Ce toponyme parait sur une carte forestière de 1928. Dès 1930, ce toponyme fut remplacé par l'appellation lac Fossambault dont la justification n'a pu être établie; conséquemment, en 1990, la Commission de toponymie du Québec a adopté l'ancienne désignation, maintenant seule officielle.
Ce toponyme évoque l'oeuvre de vie de Michel Fragasso (1888-1954), originaire de Cerignola, dans la province de Foggia en Italie. Après avoir complété ses études d'ingénieur à Liège, ce dernier immigra au Québec en 1912. En plus d'avoir participé à la construction du pont de Québec vers 1913, cet ingénieur érigea plusieurs barrages, notamment ceux des lacs Jacques-Cartier, dans la réserve faunique des Laurentides, et Sautauriski, situé dans le parc national de la Jacques-Cartier. Michel Fragasso avait épousé Clara Taché, fille de l'architecte Eugène-Étienne Taché lequel est l'auteur des plans du parlement du Québec, du manège militaire de Québec ainsi que de la devise du Québec: "Je me souviens".
Le toponyme lac Fragasso a été officialisé le 19 octobre 1990 par la Commission de toponymie du Québec.